# Aetheomorpha apicata
Aetheomorpha apicata là một loài bọ cánh cứng trong họ Chrysomelidae. Loài này được Medvedev miêu tả khoa học năm 1988.